# Nyctosauridae
Los nictosáuridos (Nyctosauridae, nombre que significa "lagartos de la noche" o "lagartos murciélago") son una familia de pterosaurios especializados en el planeo del período Cretácico de Norteamérica, África y posiblemente, Europa. Fue nombrada en 1889 por Henry Alleyne Nicholson y Richard Lydekker.
Los nictosáuridos se caracterizan por su carencia de dedos en sus alas, exceptuando al gran dedo que constituía el ala. En muchos pterosaurios, la mano tenía cuatro dedos, con el cuarto siendo el soporte de la membrana de piel del ala, y los restantes tres eran más pequeños, dotados de garras y eran usados para caminar o trepar. La carencia de dedos funcionales en los nictosáuridos puede sugerir que ellos pasaban casi todo su tiempo en el aire, por lo que raramente caminarían sobre el suelo. Los nictosáuridos también poseían una distintiva cresta alargada para sujeción de los músculos en el hueso superior del brazo (el húmero) la llamada cresta deltopectoral.
Los nictosáuridos han sido ocasionalmente incluidos en la muy similar familia Pteranodontidae, aunque algunos investigadores incluyendo a Christopher Bennett y Alexander Kellner han concluido que pertenecían a un linaje separado. Análisis hechos por David Unwin indicaron un cercana relación entre Pteranodon y Nyctosaurus, aunque él usó el nombre Pteranodontia para el clado que contiene a ambos géneros. Ambas opiniones fueron publicadas antes del descubrimiento del segundo nictosáurido conocido, Muzquizopteryx en 2006.
Muchos fósiles de nictosáuridos se han hallado en formaciones que datan de finales del Cretácico en el oeste de Estados Unidos y México. Nyctosaurus data de entre 85-84.5 millones de años, en la formación Niobrara de Kansas. Muzquizopteryx es el más antiguo nictosáurido conocido de restos definitivos, datando del límite entre el Turoniense al Coniaciense, hace 85.8 millones de años, en Coahuila. Sin embargo, un húmero parcial con la distintiva cresta deltopectoral de los nictosáuridos fue hallado en Cornet, Rumania, siendo identificado como un posible nictosáurido europeo de principios del Cretácico (fines del Berriasiense, hace unos 140 millones de años) por Gareth Dyke y sus colegas en 2010.
Se han reconocido además tres posibles formas de la época del Maastrichtiense: un húmero aislado que potencialmente sería de un nictosáurido de México, el llamado "Nyctosaurus lamegoi" de Brasil, y una primera falange del ala completa, una garra (del dígito de la mano), y un cúbito parcial de Jordania. El espécimen jordano es de particular interés ya que es el primer registro definitivo tanto de un nictosáurido del Viejo Mundo como la más reciente aparición de esta familia (en el Maastrichtiense superior). A partir de 2016, los investigadores Nicholas Longrich, David Martill y Brian Andres presentaron evidencia de varias especies de nictosáuridos y pteranodóntidos procedentes de finales del Maastrichtiense en el norte de África, lo que sugiere que estos linajes experimentaron una radiación evolutiva en el Viejo Mundo poco antes de que sucediera la extinción masiva del Cretácico-Terciario.